# Kanin (poluotok)
Kanin (rus. Канин) je poluotok u Rusiji. Najveći je poluotok u Nenečkom autonomnom okrugu, rijetko je naseljen a u njemu živi autohtoni narod Neneci (rus. Ненцы). Okružen je Bijelim morem na zapadu i Barentsovim morem na sjeveru i istoku, na jugoistoku se nalazi Ćoški zaljev. Površina poluotoka je oko 10.500 km ², duljina od sjevera prema jugu je preko 300 km.

## Vanjske poveznice
- Fotografije Kanina